# Spathoderma californicum
Spathoderma californicum är en blötdjursart som först beskrevs av Mathilde Schwabl 1963.  Spathoderma californicum ingår i släktet Spathoderma och familjen Prochaetodermatidae. Inga underarter finns listade i Catalogue of Life.